# 10.5 cm 38호 대공포

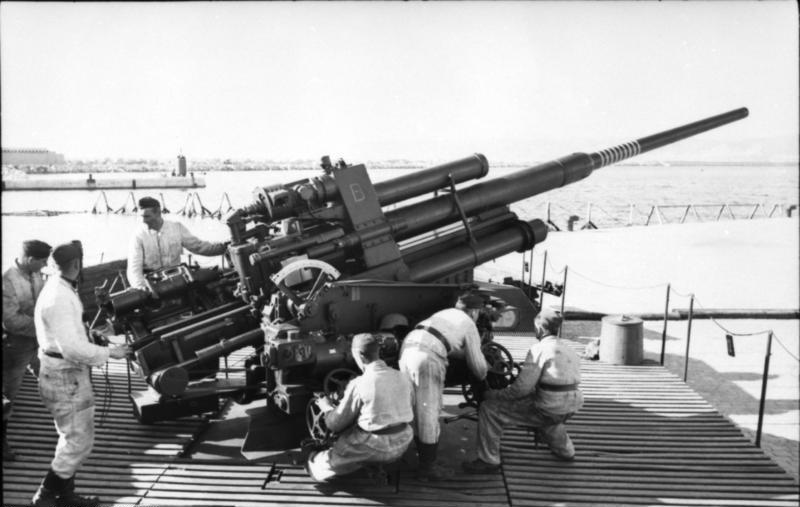
1942년 해안포대에 방열된 38호 대공포

10.5 cm 38호 대공포(독일어: 10,5-cm-Flugabwehrkanone 38)는 제2차 세계 대전 당시 독일 국방군 공군이 운용한 대공포이다. 개량형으로 10.5 cm 39호 대공포(독일어: 10,5-cm-Flugabwehrkanone 39)가 있다.